# Imperatore del Messico
L'Imperatore del Messico (in spagnolo Emperador de México) fu il titolo del sovrano e capo di Stato del Messico in due occasioni non consecutive nel XIX secolo.
Con la Dichiarazione d'indipendenza del Messico dalla Spagna nel 1821, il Messico divenne una monarchia indipendente: il Primo Impero messicano. La monarchia fu presto sostituita dalla Prima Repubblica messicana nel 1823.
La monarchia venne restaurata in Messico nel 1863, con il Secondo Impero messicano, istituito con l'appoggio della Francia di Napoleone III. Il Secondo Impero messicano finì nel 1867 e venne sostituito dalla seconda repubblica . 
In entrambi gli imperi, il sovrano venne rovesciato e giustiziato.

## Primo impero messicano (1822-1823)
| Nome      | Ritratto | Data di nascita   | Regno          | Regno         | Matrimoni                                      | Note | Famiglia |
| Nome      | Ritratto | Data di nascita   | Inizio         | Fine          | Matrimoni                                      | Note | Famiglia |
| --------- | -------- | ----------------- | -------------- | ------------- | ---------------------------------------------- | ---- | -------- |
| Agustin I |          | 27 settembre 1783 | 19 maggio 1822 | 18 marzo 1823 | Ana María de Huarte y Muñiz 6 figli e 5 figlie | —    | Iturbide |

## Secondo impero messicano (1864-1867)
| Nome           | Ritratto | Data di nascita | Regno          | Regno          | Matrimoni                            | Note | Famiglia       |
| Nome           | Ritratto | Data di nascita | Inizio         | Fine           | Matrimoni                            | Note | Famiglia       |
| -------------- | -------- | --------------- | -------------- | -------------- | ------------------------------------ | ---- | -------------- |
| Massimiliano I |          | 6 luglio 1832   | 10 aprile 1864 | 15 maggio 1867 | Carlotta del Belgio 2 figli adottati | —    | Asburgo-Lorena |